# Dendrocopos atratus
A Dendrocopos atratus a madarak (Aves) osztályának harkályalakúak (Piciformes) rendjébe, ezen belül a harkályfélék (Picidae) családjába tartozó faj.

## Rendszerezése
A fajt Edward Blyth angol zoológus írta le 1849-ben, a Dryobates nembe Dryobates atratus néven.

## Alfajai
- Dendrocopos atratus atratus (Blyth, 1849)
- Dendrocopos atratus vietnamensis Stepanyan, 1988[3]

## Előfordulása
Dél- és Délkelet-Ázsiában, Kína, India, Laosz, Mianmar, Thaiföld és Vietnám területén honos. Természetes élőhelyei a szubtrópusi vagy trópusi síkvidéki és hegyi esőerdők, valamit legelők és szántóföldek. Állandó, nem vonuló faj.

## Megjelenése
Testhossza 21–22 centiméter, testtömege 42–52 gramm.

## Életmódja
Rovarokkal és hangyákkal táplálkozik.

## Természetvédelmi helyzete
Az elterjedési területe nagy, egyedszáma pedig stabil. A Természetvédelmi Világszövetség Vörös listáján nem fenyegetett fajként szerepel.